# حماية النبات المحدودة
كانت شركة حماية النبات المحدودة مشروعًا مشتركًا تأسس في يونيو 1937 بين امبريال للصناعات الكيماوية وكوبر وماكدوغال وروبرتسون في المملكة المتحدة. كان رأس المال 1900 جنيه استرليني. كان للشركة الجديدة مكاتب في 61 شارع كرزون، لندن، لكن مصنع التصنيع والموظفين التقنيين كان مقرهم في يالدينج في كنت. ساهم امبريال للصناعات الكيماوية في مرافق البحث في جيلوت هيل في بيركشاير. قدمت شركة كوبرز الخبرة التجارية، واستمر المشروع المشترك حتى عام 1958، عندما اشترت شركة امبريال للصناعات الكيماوية شركة كوبر، وماكدوغال وروبرتسون، وأصبحت حماية النبات المحدودة هي قسم امبريال للصناعات الكيماوية شعبة وقاية النبات، وهي شركة فرعية مملوكة بالكامل لشركة امبريال للصناعات الكيماوية.
في عام 1949، بدأت شركة حماية النبات المحدودة بنشر سلسلة من كتب البستنة، تركز على أمراض النبات التي يمكن علاجها بالمنتجات الكيميائية، بما في ذلك الرسوم التوضيحية الملونة للآفات والأمراض. كان المجلد الأول هو زراعة الفاكهة للهواة. لم يُنسب الفضل إلى مؤلف المجلد: يبدو أن محرر السلسلة، إن بي هارفي، كتب النص. الرسوم التوضيحية من الألوان المائية لدوروثي فيتشو.